# Jean-Claude Didelot
Jean-Claude Didelot est né en décembre 1939. Engagé dans l'humanitaire, il est aussi un éditeur français, président des éditions du Jubilé, et auteur de plusieurs livres.

## Biographie
Il est l’arrière-arrière petit-fils du premier préfet du Finistère François Charles Luce Didelot, baron d’Empire.
Après des études au lycée Janson de Sailly et au Prytanée militaire de La Flèche, il s’engage en 1958 dans la Section administrative spécialisée (SAS) en Algérie et sert comme enseigne de vaisseau. À la suite de son service deux ans plus tard, il intègre l'École nationale de la Marine marchande du Havre puis il rejoint la compagnie des Messageries maritimes comme lieutenant au long cours.

### Éditeur
En 1967, il intègre le groupe Hachette comme directeur régional Nord, puis à partir de 1969 en tant que directeur commercial. En 1977, il en est nommé directeur du développement. En 1979, il fonde le département religieux chez Fayard. Dans une interview à la revue Peuples du monde, il y explique les raisons de cette fondation : « À la suite du départ volontaire d’un jeune à la veille de ses dix-sept ans. J’étais son parrain. Il habitait dans le sud de la France et m’avait appelé au téléphone quelques jours auparavant : « La vie est trop compliquée ». Bouleversé, j’ai alors démissionné de mon poste de directeur du développement du groupe jeunesse d’Hachette pour fonder les éditions du Sarment ». Il se consacre à l’annonce de la Bonne Nouvelle à tous. À ce titre, il devient l’éditeur du cardinal Joseph Ratzinger, futur Benoît XVI ainsi que de François-Xavier Nguyen Van Thuan qui est un personnage clé de sa vie,. Il fonde en 2001 les éditions du Jubilé.
De 1984 à 1992, il préside le conseil d’administration de la revue missionnaire Peuples du monde.

### Humanitaire
Il découvre l’Asie du Sud-Est à 22 ans. C’est une révélation : « Lors de ce premier voyage à bord du paquebot Laos des Messageries maritimes.
C’est à l’occasion de l’escale de retour à Saïgon qu'il rencontre pour la première fois le drame des réfugiés clandestins. » En 1964, il fait une rencontre qui bouleverse sa vie : René Péchard. Dans son livre Piété filiale, il lui rend hommage et raconte la fondation en 1967 de l’Association pour la Protection de l’Enfance au Laos qui deviendra en 1976 Enfants du Mékong. Il en assumera la vice-présidence de 1967 à 1988 avant d’en être président à la mort de René Péchard jusqu’en 2001.
À son départ, il fonde et préside l’Institut du Fleuve,, dont l’objet est d’accompagner des étudiants asiatiques. Mgr Joseph Vû Duy Nhât, évêque du diocèse de Bui Chu lui confie plusieurs séminaristes qu’il accueille avec sa femme sous l’égide de l’Institut.

## Décorations
- Chevalier dans l'Ordre de Saint-Grégoire-le-Grand (2000)[11]
- Chevalier dans l'Ordre de la Légion d'Honneur (2000)[12]
- Chevalier des Arts et des Lettres (2010)[13]

## Ouvrages
- Les Enfants du Mékong : comme les doigts d’une même main, avec Jean-Claude Darrigaud, Paris, Fayard, 1989  (ISBN 2-213-02213-5) [14]
- Une vie de Marcel Van, dessinateur : Vu Dinh Lam, dialogues : Jean-Claude Didelot, Paris, Ed. Enfants du Mékong, 1989  (ISBN 2-9502571-0-0)
- Clérocratie dans l’Église de France, Paris, Fayard, 1991  (ISBN 2-213-02827-3)
- Le silence des coups, Lorène Russell, sous la direction de Jean-Claude Didelot, Paris, France-loisirs, 1994  (ISBN 2-7242-7821-6)
- Les enfants des sectes, Hayat El Mountacir, sous la direction de Jean-Claude Didelot, Paris, France-loisirs, 1995  (ISBN 2-7242-8939-0)
- Piété filiale : des certitudes à la foi avec René Péchard, Paris, Edition du Jubilé, 2004  (ISBN 9782866793845)
- Ecrire ses mémoires, collection Guide Totus, Paris, Editions du Jubilé, 2005  (ISBN 2-7242-7821-6)
- Sur le dos du tigre, Paris, Editions du Jubilé, 2013  (ISBN 9782866795528)